# Друг читача
«Друг читача»  — український книжковий вебпортал про сучасну українську та зарубіжну літературу, що працює з 2011 року. Сайт знайомить читачів з новинами українського та світового книжкового ринку, з українськими та закордонними письменниками, та новинами українських видавництв, розповідає та публікує рецензії на новинки української літератури, а також анонсує цікаві події в Україні, пов'язані з книговиданням та літературою.
У 1960—1992 та у 2004—2011 роках також існувала однойменна українська газета, що спеціалізувалася на українському книговиданні та літературній критиці.

## Історія

### Паперова газета (1960—1992)
З 1960 по 1992 роки існувало щотижневе видання «Друг читача», яке у різні роки видавали видавництва «Укркнига», Укркоопспілка, «Союздрук», згодом — Держкомвидав УРСР та Товариство любителів книги Української РСР.
Перший номер друкованої газети вийшов у січні 1960 року. «Друг читача» багато зробив для популяризації творчості Євгенії Бохенської, Володимира Ґжицького, Мирослава Капія, Богдана Лепкого, М. Тарнавського, Карла-Еміля Францоза та інших літераторів — уродженці Тернопільщини. У редакції працювали такі визначні діячі культури, як: Анатолій Погрібний, Микола Сом, В'ячеслав Чорновіл, Микола Гірник та багато інших. Останній номер газети вийшов у липні 1992.

### Паперова газета (2004—2011)
У 2004 році друкований часопис про літературу «Друг читача» відродило видавництво Братів Капранових «Зелений пес». Головними редакторами відродженого друкованого часопису стали брати Капранови. Газета виходила двічі на місяць, українською мовою, на 8 або 12 шпальтах, накладом 3000 примірників. У 2008 році, в додачу до друкованої газети, також з'явилася й онлайн-версія часопису. У 2011 вийшов друком останній номер друкованої газети і відтоді функціонує лише вебсайт «Друг читача».

### Вебпортал (2011— донині)
З 2011 року видання паперової газети припинили й видання повністю переїхало в інтернет.
Щомісяця починаючи з 2008 року газета «Друг читача» спільно з медіа-холдингом «Главред» веде проект «Книжкові сезони». Це щомісячні прес-конференції на літературну тематику, що мають на меті створити канал постійного зв'язку між персонами, причетними до літературного життя країни та громадськістю і пресою, а також надавати книжкову інформацію з перших рук.
З 1 січня 2011 року з'явилася електронна версія газети. Тепер «Друг читача» функціонує як літературний портал.

#### Редактори
- Андрій Капранов — головний редактор[3]
- Аня Гай — редактор

## Премія «Дебют року»
У 2008 році «Друг читача» заснував премію «Дебют року». Переможцями стали:
- 2013 — Роксолана Сьома «Вакації у Тарґермюнде»
- 2012 — Антон Кушнір «Urban Strike»
- 2011 — Дара Корній «Гонихмарник»
- 2010 — Юрій Камаєв «Мед з дікалоном»
- 2009 — Антон Санченко «Баркароли»
- 2008 — Люко Дашвар «Село не люди»